# Jean-François-Théodore Gechter
Jean-François-Théodore Gechter, conocido como Théodore Gechter (París, 15 de diciembre de 1795 - París, 11 de diciembre de 1844) fue un escultor francés.

## Datos biográficos
Gechter fue alumno de François Joseph Bosio. Es autor de uno de los bajorrelieves del Arco del Triunfo de París.

## Obras
Principales obras de Théodore Gechter:
- Jacques d'Albon, señor de Saint-André, Galería de las Batallas del Palacio de Versalles
- 1833-1836: La batalla de Austerlitz, Arco del Triunfo de París
- 1840: La fuente de los ríos (Fontana dei mari), Plaza de la Concordia en París

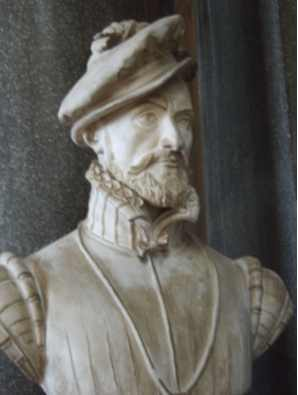
Jacques d'Albon, señor de Saint-André, Galería de las Batallas del Palacio de Versalles
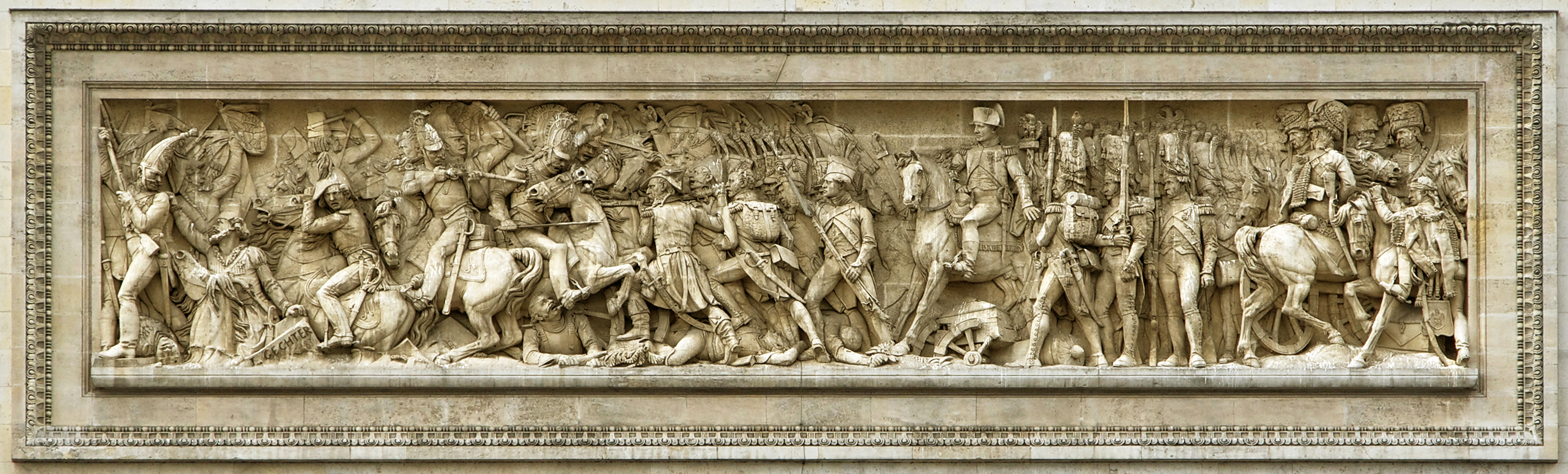
La batalla de Austerlitz, Arco del Triunfo de París, 1833-1836
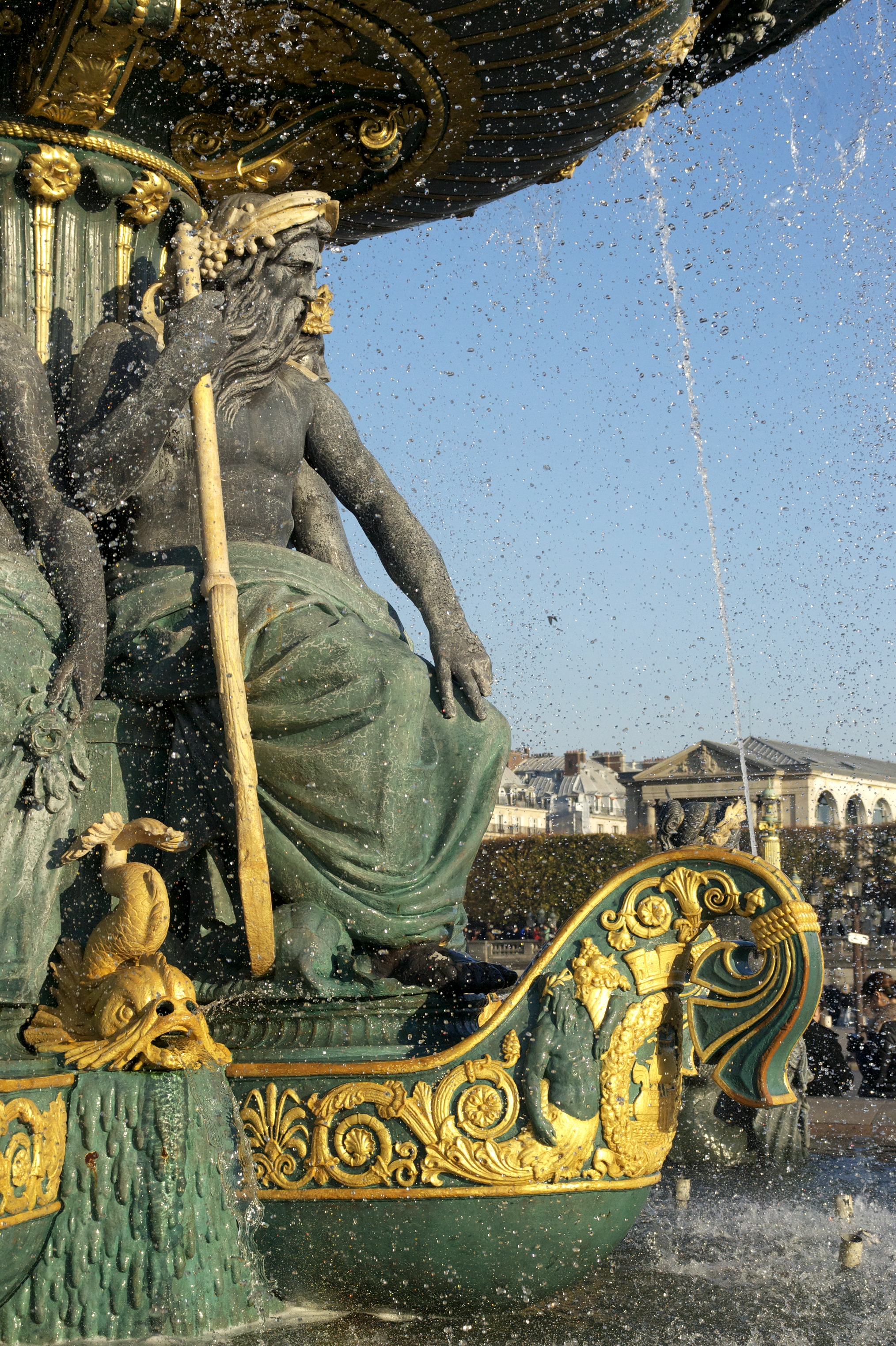
La fuente de los ríos (Fontana dei mari), Plaza de la Concordia en París, 1840